# متحف غوستاف الثالث القديم

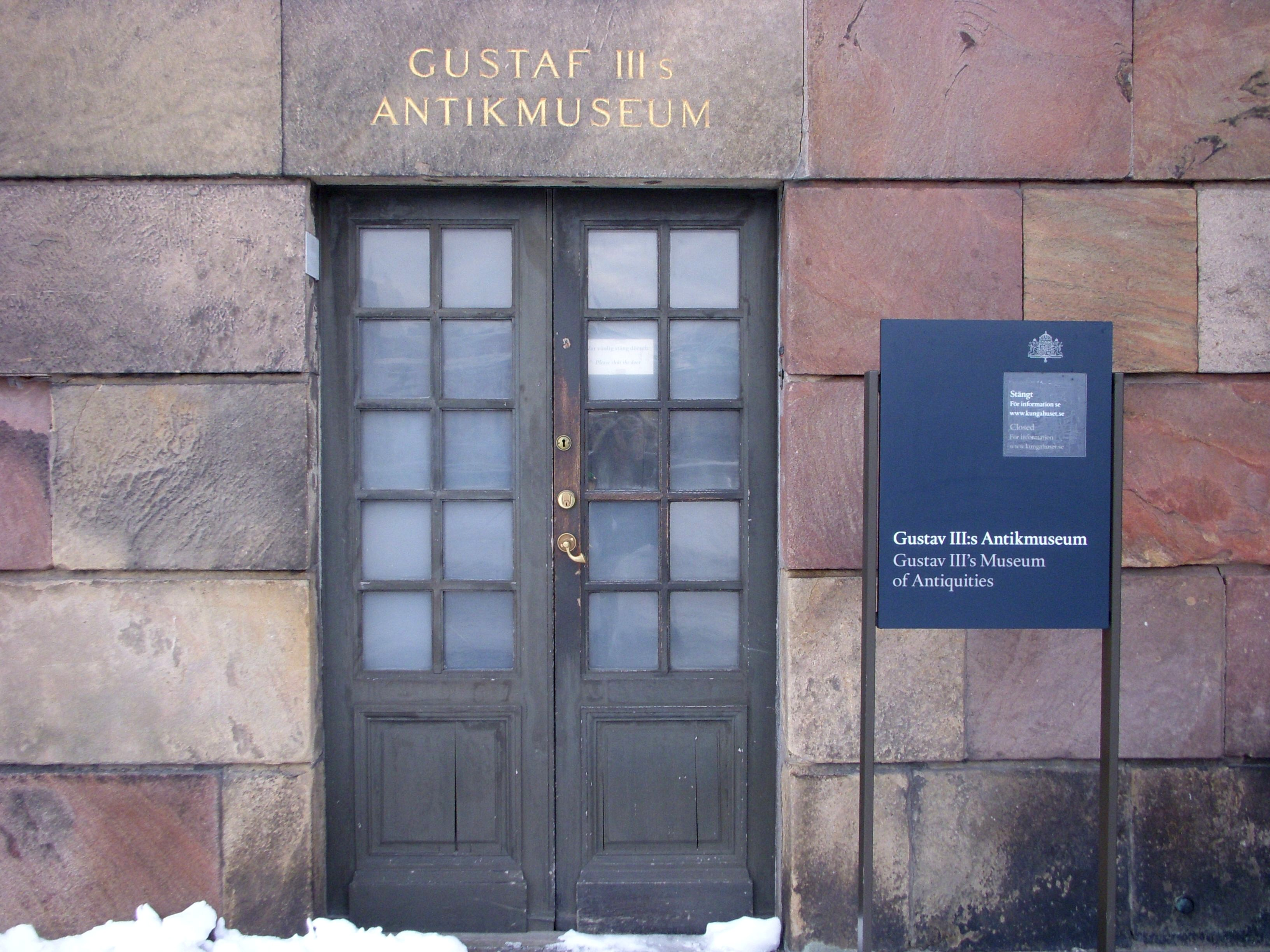
مدخل متحف غوستاف الثالث القديم 2010

يعد متحف غوستاف الثالث القديم أقدم متحف للفنون العامة في السويد وهو واحد من أقدم متاحف الفن في أوروبا. افتتح في عام 1794م في أحد الأجنحة في قلعة استوكهولم من اجل عرض مقتنيات الملك غوستاف الثالث المتضمنة أنواع مختلفة من الفنون من بينها التماثيل القديمة التي تم شرائها خلال رحلته إلى إيطاليا 1783_ 1784م و أُعيد افتتاحه في عام 1958م 

## أقدم متحف للفن في السويد

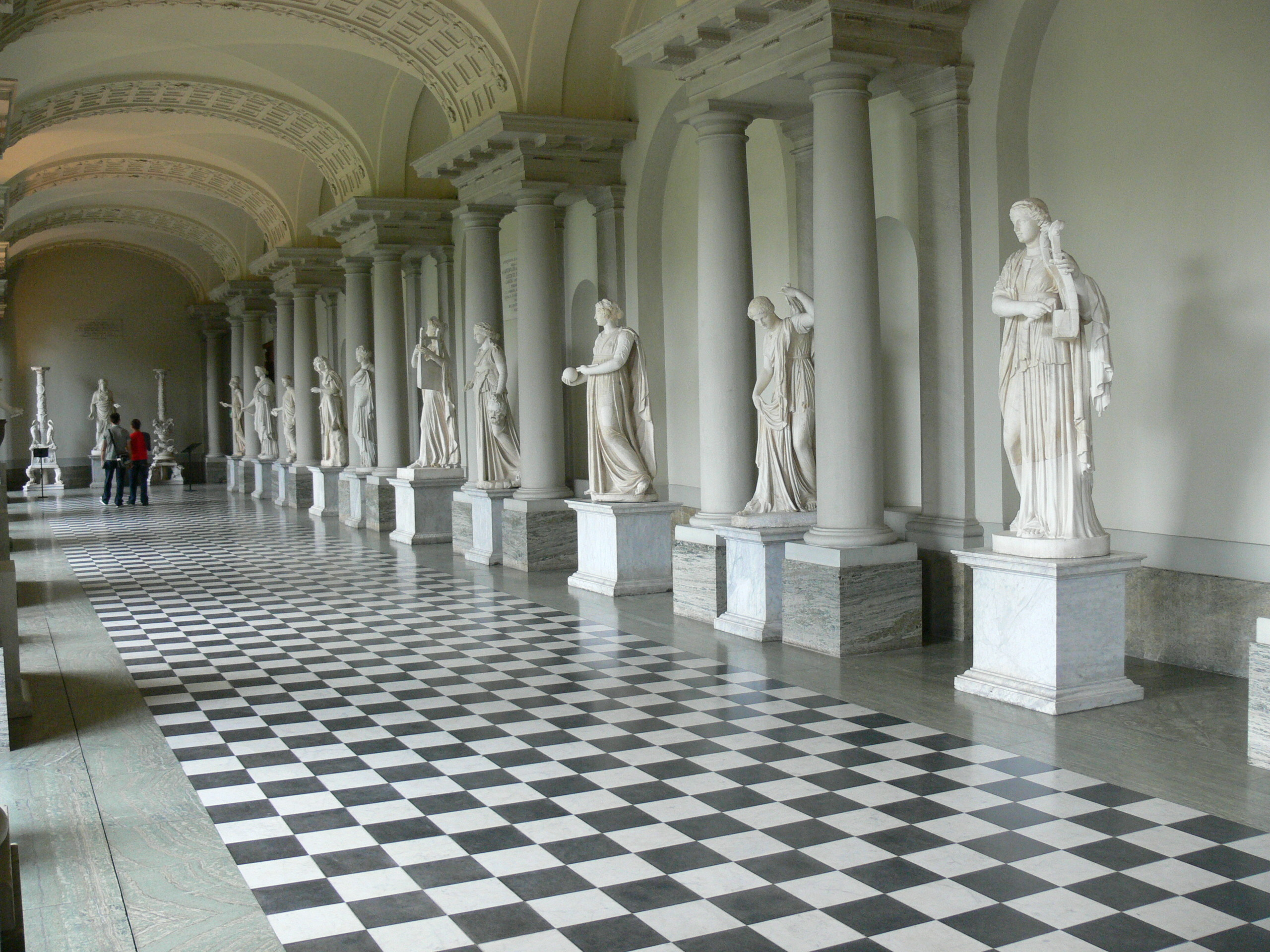
معرض القطع القديمة في المتحف 2007

أقدم متحف للفن في السويد هو متحف المجموعات الفنية الفردية للملك غوستاف الذي توفي في 1792م وبعد عامين افتتح المتحف ليصبح متاحا للعموم في القاعة التي هي حاليا قاعة متحف الملك غوستاف الثالث حيث لا تزال هنالك لوحة رخامية مكتوبة باللغة اللاتينية  
| ” | Antiqvitatum et artium cultiorum Regia cimelia a GUSTAVO III maxime locupletata GUSTAVUS IV ADOPLHUS CAROLO duce Sudermaniae Tutelam gerente Ut commodo ac decoro publico Redacta et ordinata inserviant Providit Hoc institutens museum MDCCXCIV | „ |

والتي تعني بالعربية
| ” | "التحف والفن الثقافي والكنوز الملكية المنتقاة من قبل غوستاف الثالث على وجه التحديد غوستاف ايف ادولف وحميت من قبل الدوق كارل لسوديرمانلاند ولقد منحت هذه الأشياء الأشياء للجمهور كدليل على وحدة المجتمع وجعلها متاحاً للجميع في المتحف" | „ |

لقد اشترى غوستاف الثالث أكثر من مئتين من التماثيل والتي انتقلت في عام 1866م إلى المتحف الوطني الذي بني حديثاً في بلاسيهولمن في استوكهولم. تتواجد هذه المنحوتات القديمة في الطابق الأرضي وفي غرفة المكتبة وفي الجناح الواقع شمال شرق مدينة استوكهولم وقد كانت غرف المكتبة أعلاه والتي كانت غرفة ليغروست بين عام 1884-1906م وفي العام 1950م تم ترميم المعرض الكبير وفي عام 1992م ثم ترميم المعرض الصغير.
تتكون غرف المعرض من معرضين حجريين في الجناح الشمالي الشرقي للقلعة مع اطلالة جميلة على الحديقة، ويتم عرض التماثيل في صالات العرض تماماً كما كانت في الأصل حيث استخدمت غرفة المعرض الكبيرة لعرضت التحف الفنية والمنحوتة ايندوميون التي اجتذبت اعجاباً كبيراً وجماهيرياً في القرن السابع عشر. 
بينما في المعرض الصغير المقابل ليونباكين يتم عرض صور ومنحوتات رومانية تم شرائها أثناء رحلة قام بها الملك غوستاف الثالث إلى ايطاليا تشرين الأول عام 1783م والتي تم نقلها إلى السويد عام 1784م وهكذا جاءت تلك المجموعات لتشكل أساس أقدم متحف للفن العام في السويد الذي تم انشائه في أحد أجنحة قلعة استوكهولم وتم عرض المنحوتات بنفس الطريقة التي عرضت عام 1790.

## التاريخ

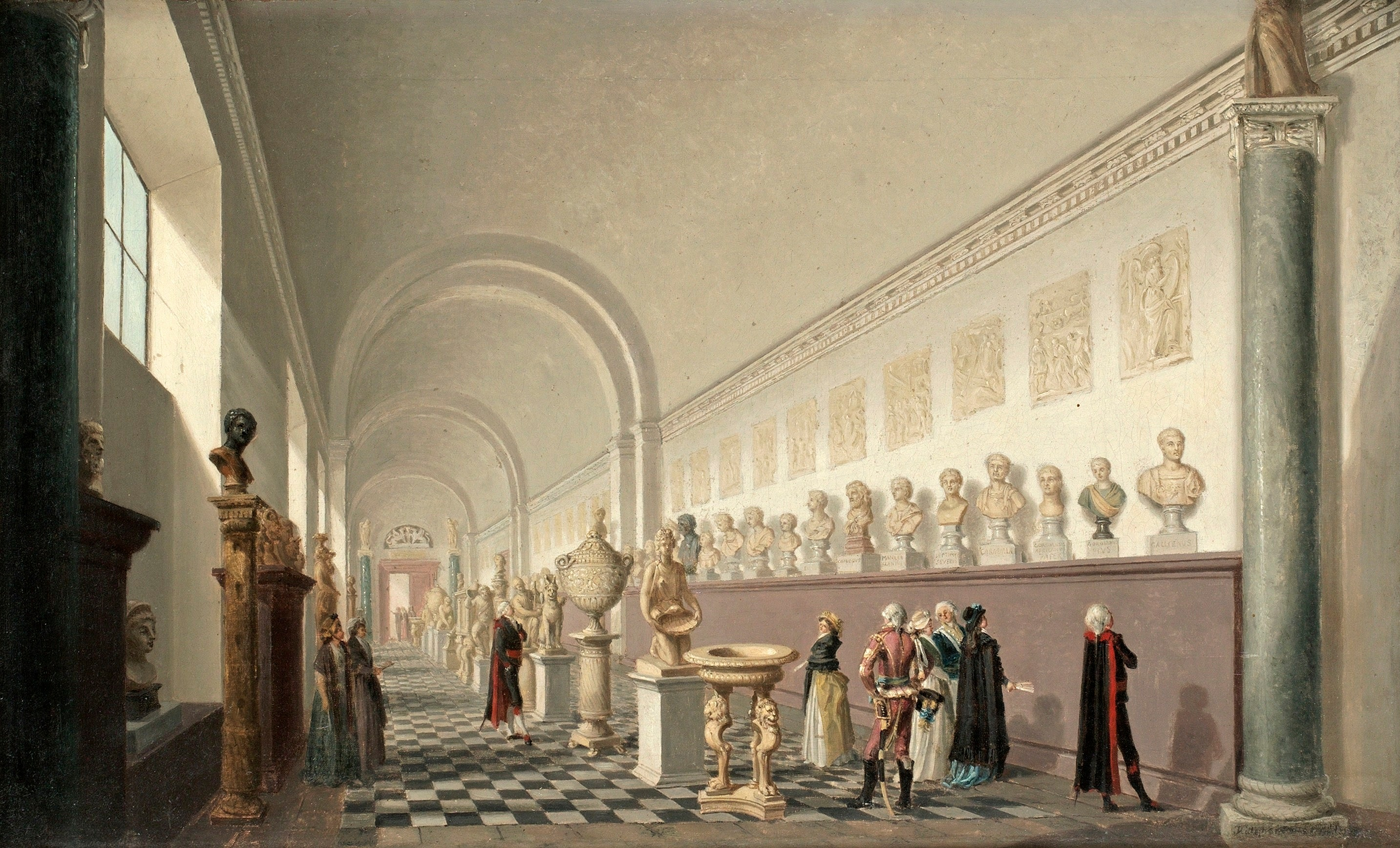
لوحة الفنان بيهر هيليستورم 1796 التي تمثل الصالة الصغرى في متحف غوستاف الثالث القديم

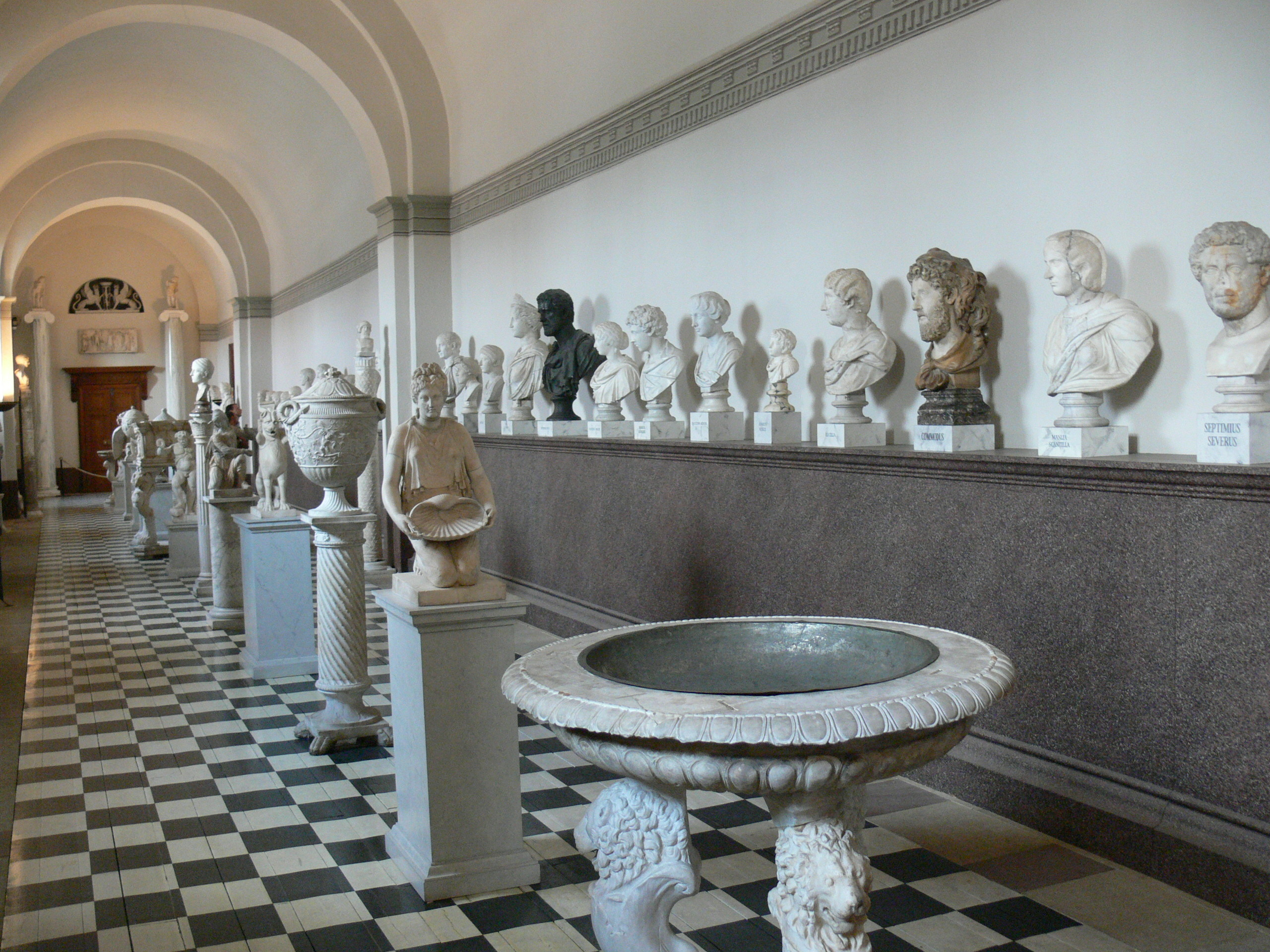
الفن الروماني في الصالة الصغرى مقابل ليونباكين. التماثيل تعرض بنفس اسلوب عرضها عام 1790 (2007)

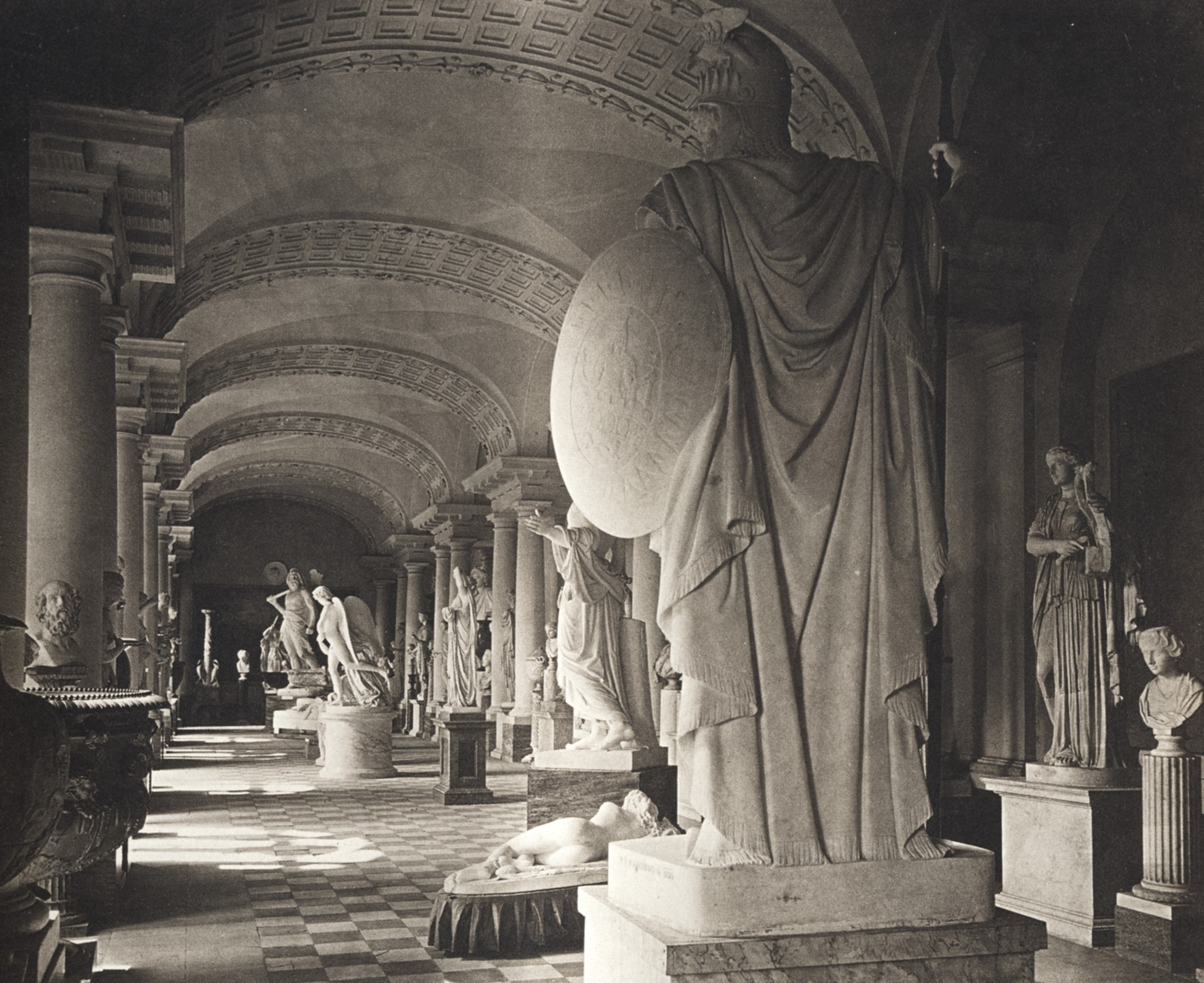
"المتحف الحجري في قلعة استوكهولم " تصوير يوهانيس ياغر 1864

ساعدت زيارة غوستاف الثالث لمتحف الفاتيكان في رحلته إلى ايطاليا عام 1783-1784 م على إلهامه لشراء واقتناء تماثيل قديمة ومن ثم اقامة متحف لمجموعاته الفنية.وقد كانت متاحف الفاتيكان تضم مجموعة واسعة من اللوحات والمنحوتات والمنسوجات. متحف للمجموعات الفنية التي وضعت مؤقتا في المعرض السفلي امام الشرفة على الامتداد الشمالي للطابق الثاني. حيث كان تفكير الملك غوستاف الثالث على إنشاء صالات دائمة من اجل المتحف وذلك في قلعة هاغا سابقا في منطقة سولنا شمال استوكهولم. والتي هي حاليا انقاض قلعة هاغا. هذه القلعة هي عبارة عن جزء فقط من المخططات التي اجلت بعد وفاه الملك عام 1792. في عام 1792 قرر الدوق كارل المتولي  الحكم حيث كان وصيا عن الملك غوستاف الرابع الذي كان قاصرا في تلك الفترة ان جميع المنحوتات والأعمال الفنية في الملك ستوضع في الطابق السفلي تحت المكتبة في جناح المكتبة في القسم الشمالي الشرقي من قلعة استوكهولم.
تتكون الصالات في جناح المكتبة في الطابق الأرضي من قاعدة ممتدة مع وجود سبعة نوافذ اما المدخل فكان من الحديقة وخلف هذا المعرض وبمحاذاته توضع معرض اصغر في الحجم والنوافذ وباطلاله باتجاه نورستورم  بالإضافة إلى صالة متوضعة بشكل عرضي ومقابلة لخيبسبرون ووفقاً للفن المعاصر كانت تشكل صالات العرض تلك أفضل مساحة للمجموعات القديمة.
وقد كان مهندسين التصميم الداخلي للصالات عام 1793-1794 هم مهندسي الديوان الملكي والمعماري كارل فيدريك سوندفال بالتعاون مع كل من مدير المتحف والموظف الرسمي كارل فريدينهيم  حيث توصلو لتصميم غرفة المتحف من الطراز الكلاسيكي الحديث وهو اسلوب من الذوق القديم والذي يناسب الأشياء القديمة والمقتنيات القديمة. وكانت القطع الفنية لبوابة الصالة الصغيرة من أعمال الفنان بيير لونغ 1743-1819 وهو ابن للفنان يوهان ليونغ 1717-1787 والتي اعتبرت بانها من أكثر الاشياء مقنعة الموجودة في القلعة من قبل المؤرخ الفني نيلس ولين  حيث كانت على النمط الكلاسيكي القاسي. 
كانت المجموعات بالكاد تتسع في هذه القاعات الثلاث في ذلك الجناح، وقد نجح فريدنهايم في عام 1793 في توسيع الغرف مع غرف جانبية أخرى والتي تم تخصيصها سابقاً للأكاديمية السويدية التي انتقلت فيما بعد وبهذا الربط مع الصالات اكتسب المتحف قاعة واسعة على المحور الشمالي لامتداد القلعة التي سميت متحف (التافل) وكانت هذه القاعة في الأصل تقع في الشمال الشرقي للقلعة والتي كانت جزء من كنيسة القلعة. والتي تم نقلها بعد الحريق الذي أصاب القصر عام 1697م إلى القسم الجنوبي (هذا القسم يسمى بتاريخ القصر الملكي ) 
لاحقا في القرن الثامن عشر اعتبر هذا المتحف ضيقاً لعرض الأعمال الفنية حيث تم توزيع مجموعات أخرى في أماكن مختلفة من القصر الملكي والقلاع الأخرى. ولكن تلك المقتنيات كانت تستحق أن تظهر وتعرض في مكان واحد وواسع.لذلك في عام 1844 قرر أن يبنى متحف وطني جديد وأن تنقل تلك المجموعات إلى المتحف عام 1866م حيث يتم عرضها في المكتبة الملكية التي توضعت في الطابق الأوسط إلى لحظة الانتهاء من بناء المكتبة الجديدة في هوملي كاردن في العام 1877م . ثم انتقل مستودع الأسلحة الملكي إلى هناك حتى عام 1906م ليعاد إلى أقبية أخرى من القلعة في قلعة سلوت باكين في الطابق الجنوبي الذي يقع تحت الكنيسة حيث غرفة ليفروست لا تزال هناك. 
بعد استخدام غرفة ليفروست لغرف التجارة الملكية حتى عام 1956م حيث تقرر إعادة عرض مقتنيات متحف غوستاف الثالث حيث كلف المهندس المعماري للقلعة انذاك «ايغار تنغوم» المسؤولية المباشرة عن ذلك وتم تنفيذه في عامين 1956-1958م حيث تم إعادة افتتاح المتحف. 
    أصبح بالمستطاع عرض مقتنيات المعرض الكبير كما كانت عام 1794م اما القاعة الاصغر تم إعادة تشكيلها من جديد بينما تم تقسيم الصالة العرضية إلى قسمين لعرض مجموعة غوستاف الثالث من المزهريات العتيقة في شاشات العرض الحديثة
فيالقرن السابع عشر كان مفهوم الفن عند غوستاف الثالث مرتكزاً على اعجابه بالفن اليوناني القديم وعلى الأعمال الرومانية التي كانت إلى حد كبير خالية من تقليد الأعمال اليونانية باستخدام كل من الرخام والبرونز. وبذلك كان المتحف الوطني تكملة لمتحف غوستاف الثالث للفن الجديد وقد خصص المتحف الوطني معرضاً له في الصالة الاصغر ولاعمال المجموعات الفنية ذات الطراز الاغريقي التي كانت محبذة في القرن السابع عشر. 

### Noter
1. ↑  لغة العمل أو لغة الاسم: الإنجليزية. وصلة مرجع: https://www.kungligaslotten.se/english/royal-palaces-and-sites/the-royal-palace/gustav-iiis-museum-of-antiquities.html.
2. ↑  "معلومات عن متحف غوستاف الثالث القديم على موقع instagram.com". instagram.com. مؤرشف من الأصل في 2020-10-30.
3. ↑  "معلومات عن متحف غوستاف الثالث القديم على موقع ne.se". ne.se. مؤرشف من الأصل في 2017-04-18.
4. ↑  "معلومات عن متحف غوستاف الثالث القديم على موقع id.loc.gov". id.loc.gov. مؤرشف من الأصل في 2019-03-28.

## Litteratur
- قالب:Bokref/Slott och herresäten

## Externa länkar
- Gustav III:s antikmuseums webbplats
- وصلة=|20x20بك Wikimedia Commons har media som rör Gustav III:s antikmuseum.